# 딸기 케이크

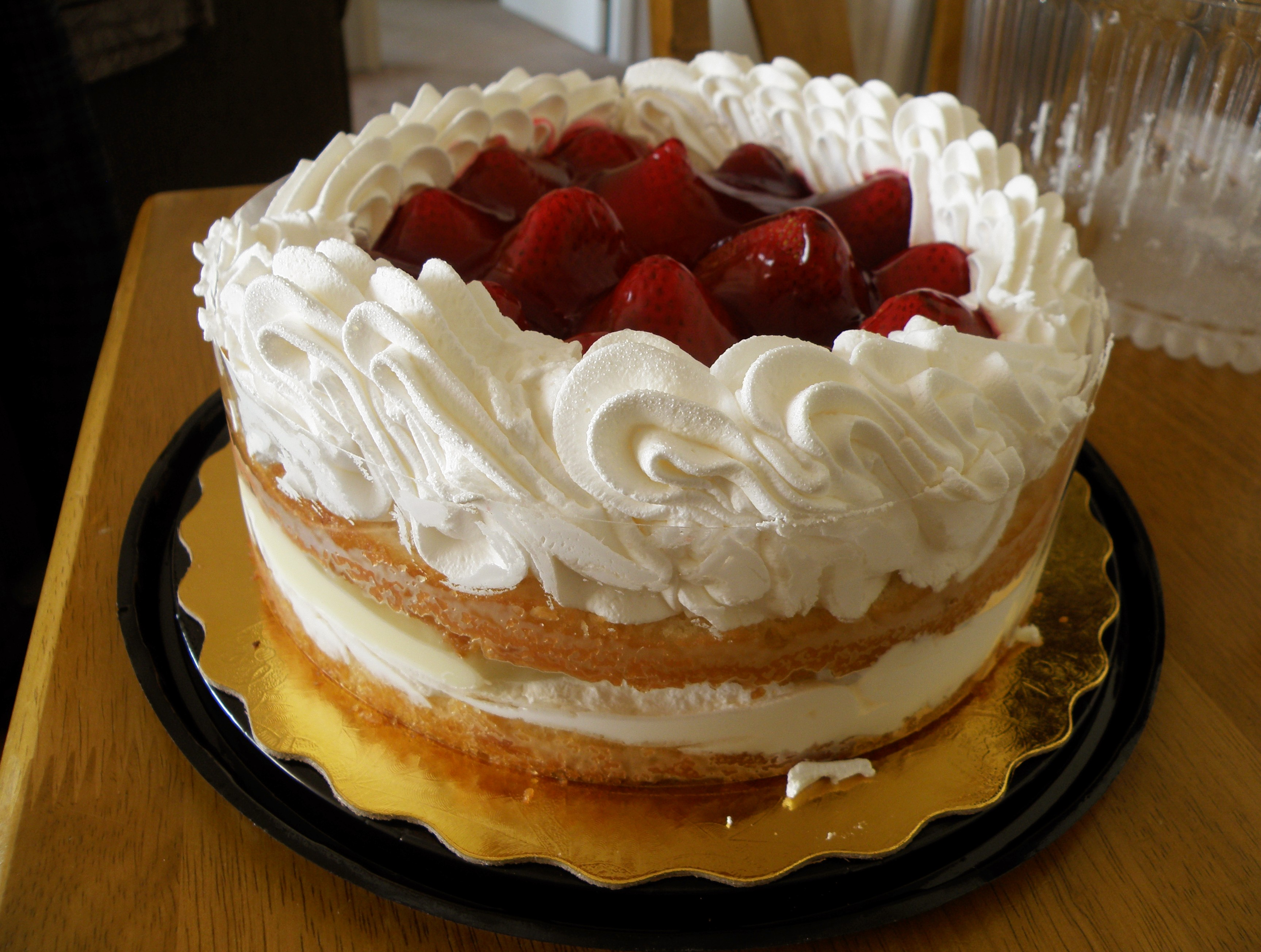

딸기 케이크는 주 재료로서 딸기를 사용하는 케이크이다. 케이크 위 케이크 반죽물과 당의(糖衣)에 딸기를 사용할 수 있다. 딸기 케이크는 보통 차가운 상태로 준비된다.

## 개요
딸기 케이크는 반죽물 안에 딸기를 넣어서 또는 케이크 위에 딸기를 얹혀서 준비할 수 있다. 겹 케이크의 층 사이에 딸기를 채워넣기도 한다. 일부 케이크는 아이싱에 딸기를 통합시키는 경우가 있다. 생딸기나 얼린 딸기를 사용할 수 있다. 일부는 딸기맛 젤라틴을 재료로 활용할 수 있으며 이때 반죽물과 섞이면 분홍빛을 낸다. 일부 딸기 케이크에는 딸기 고명을 사용한다. 글루텐 프리 식품으로 딸기 케이크를 준비할 수도 있다.

## 갤러리

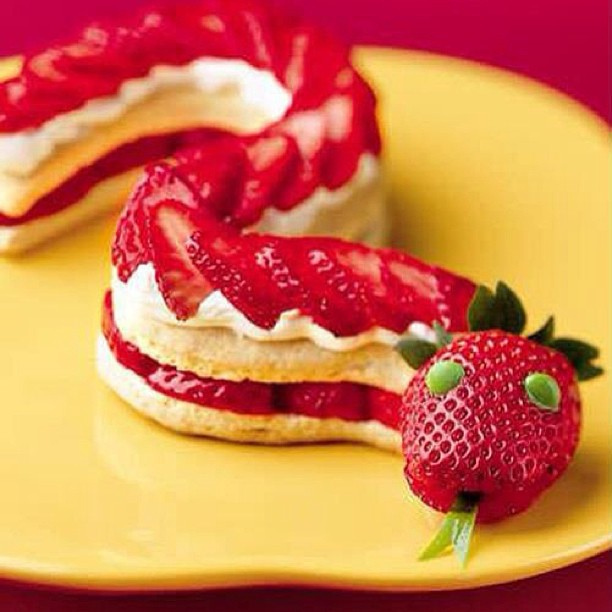
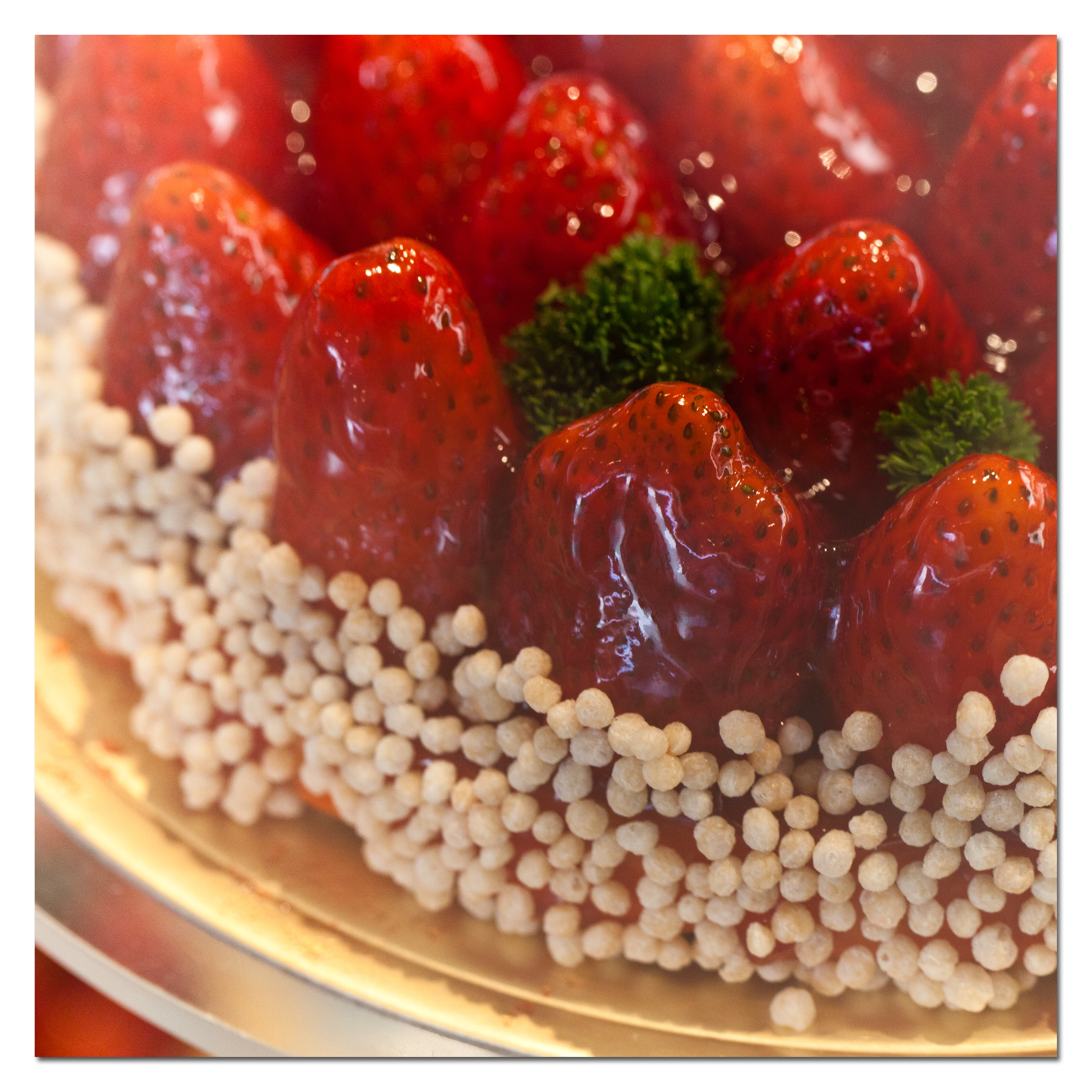
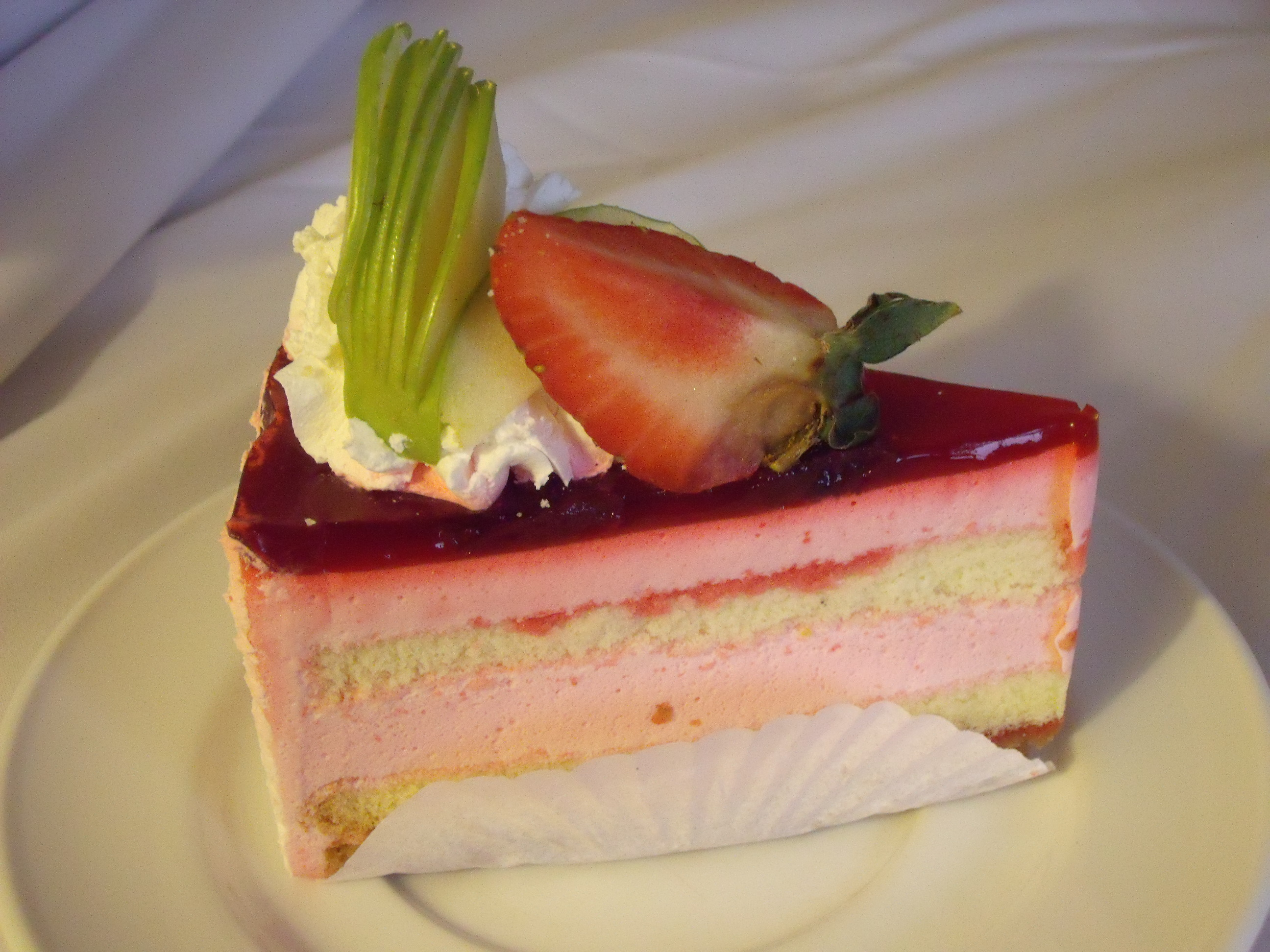
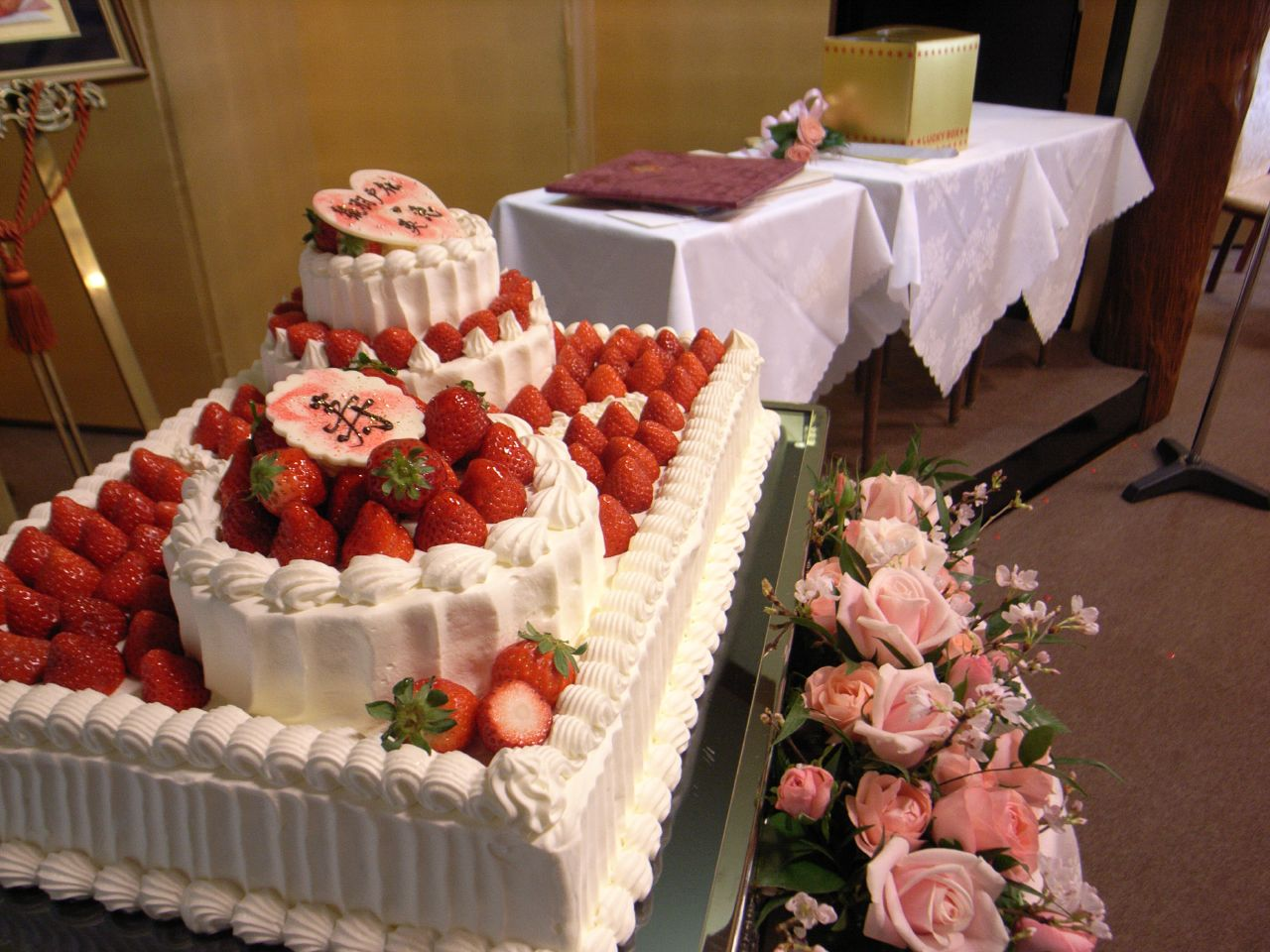
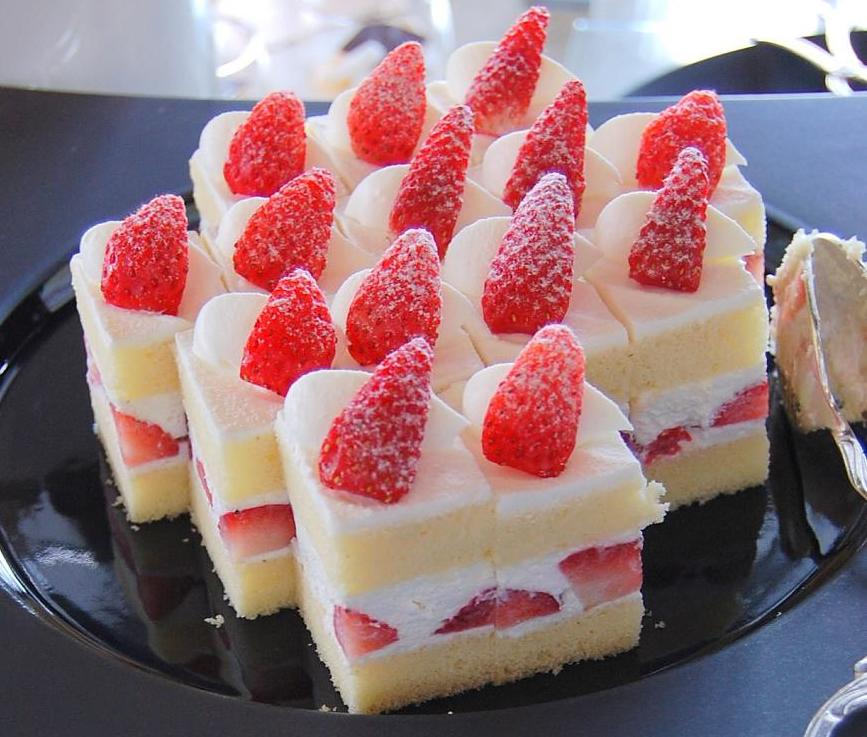
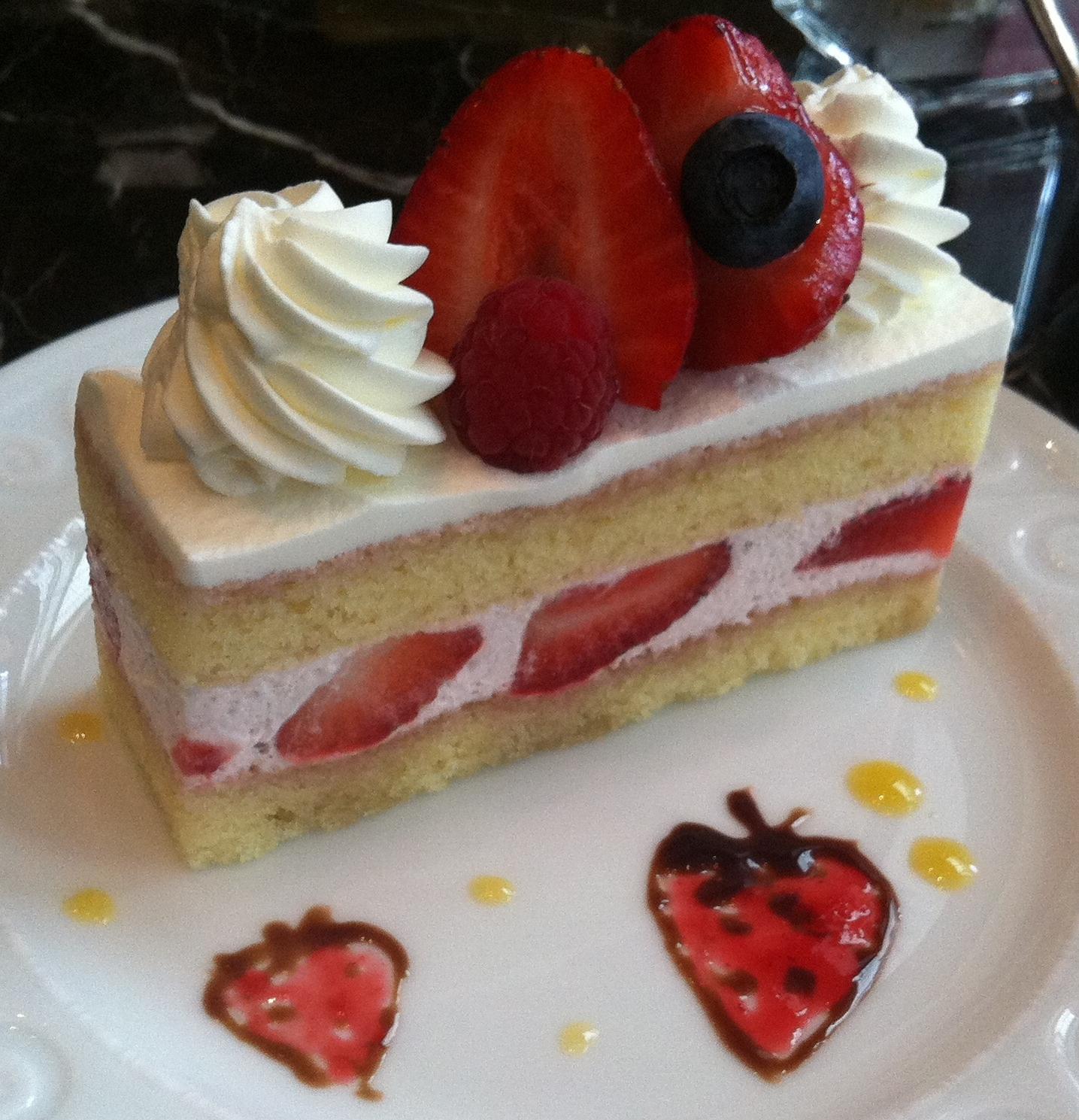
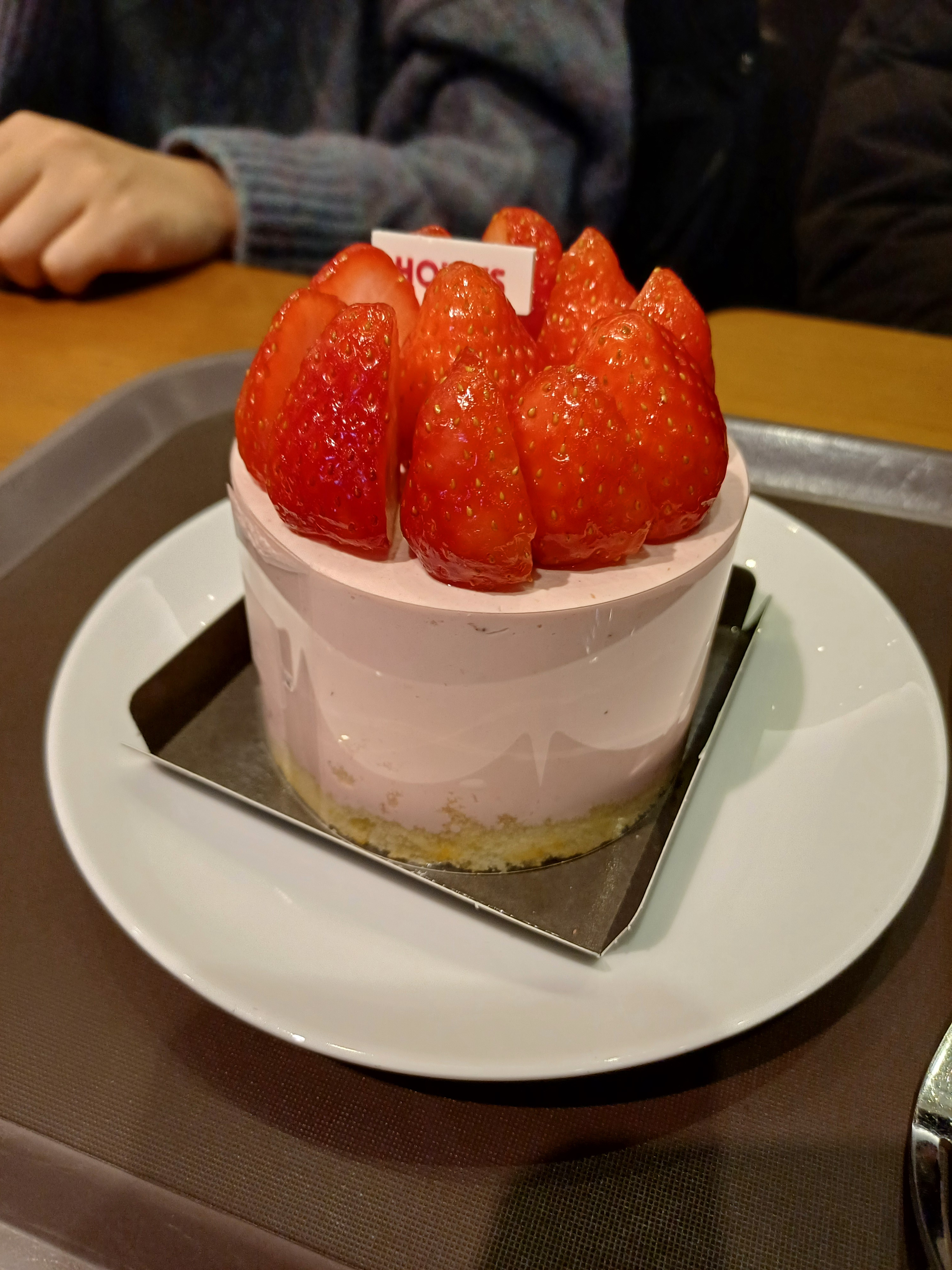
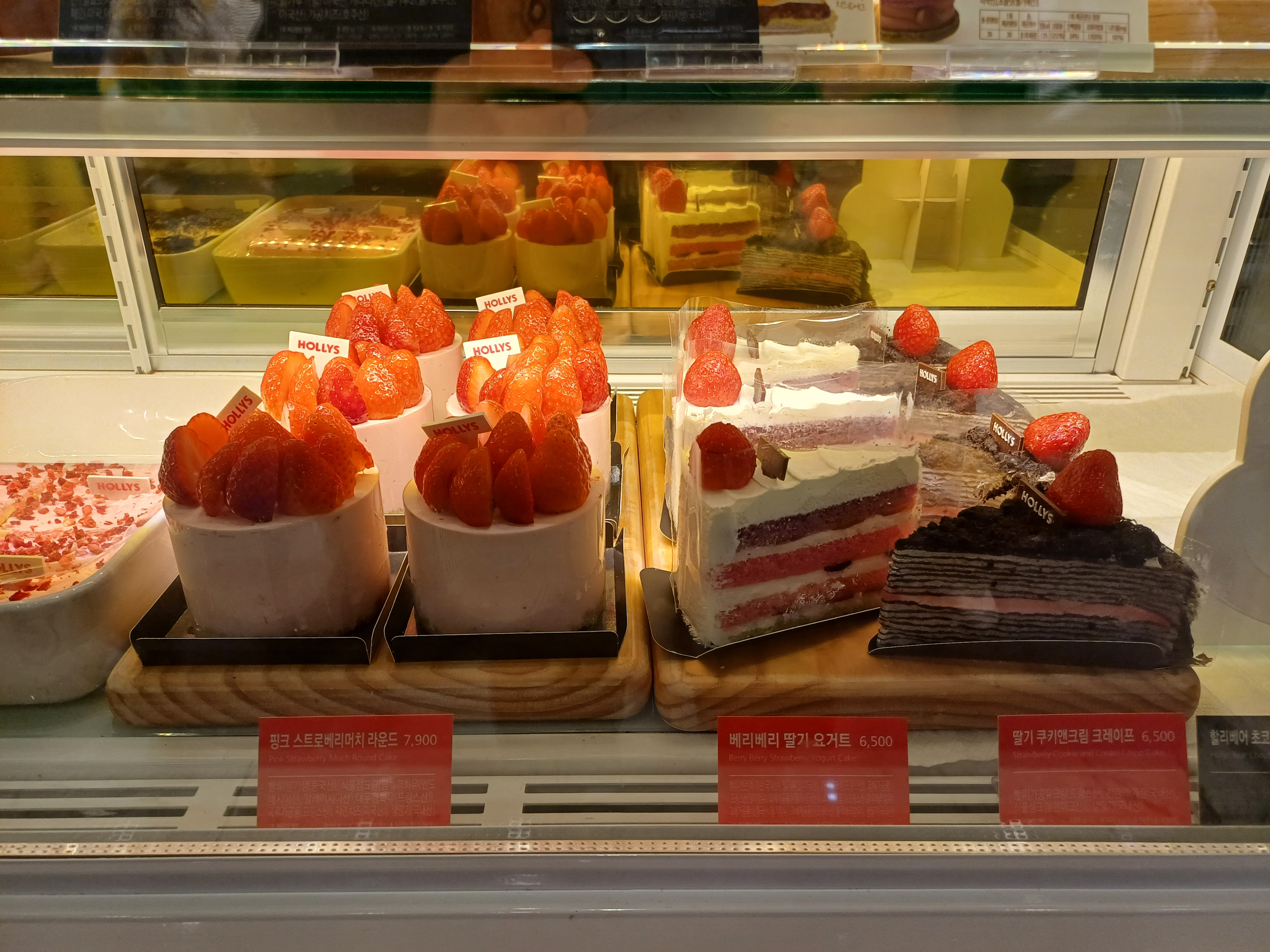